# Scathophaga grisea
Scathophaga grisea is een vliegensoort uit de familie van de drekvliegen (Scathophagidae). De wetenschappelijke naam van de soort is voor het eerst geldig gepubliceerd in 1920 door John Russell Malloch.